# Óvárhely
Óvárhely (románul Orheiu Bistriței, németül Burghalle, korábban Burgelau) falu Romániában Beszterce-Naszód megyében.

## Fekvése
Besztercétől 9 km-re délkeletre fekszik, Felsőszászújfaluhoz tartozik, melytől 5 km-re délnyugatra van.

## Története
A faluban egykor egy 203×144 m-es római castrum állott, maradványai a templom és a házak alatt vannak, nem láthatók. A települést 1319-ben Varhel néven említik először.

## Népessége
1910-ben 691, többségében német lakosa volt, jelentős cigány és román kisebbséggel. A trianoni békeszerződésig Beszterce-Naszód vármegye Jádi járásához tartozott.